# Класифікація родовищ природних вуглеводнів
Класифікація родовищ природних вуглеводнів (рос. классификация месторождений природных углеводородов; англ. classification of natural hydrocarbon fields, нім. Klassifikation f der Lagerstätten von Naturkohlenwasserstoffen m pl) — розподіл родовищ природних вуглеводнів у залежності від характеру флюїдів, які знаходяться в продуктивному пласті, і pVT-стану цих флюїдів на:
- нафтові,
- нафтогазоконденсатні,
- газоконденсатні,
- газові і
- газогідратні.

## За складом вуглеводнів
- газові — відсутні важкі вуглеводні (метан — 95 — 98 %, відносна густина ∆ ≈ 0,56; при зниженні температури виділення рідких вуглеводнів не відбувається);
- газонафтові — сухий газ + рідкий газ (пропан-бутанова суміш) + газовий бензин С5+ (метан — 35 — 40 %, етан — 20 %, рідкий газ — 26 — 30 %, газовий бензин — 5 %, не вуглеводні — 8 – 13 %, відносна густина ∆ ≈ 1,1);
- газоконденсатні — сухий газ + конденсат (бензинова, гасова, лігроїнова й, іноді, масляна фракції) (метан — 75 — 90 %, етан — 5 – 9 %, рідкий газ — 2 – 5 %, газовий бензин — 2 – 6 %, не вуглеводні — 1 – 6 %, відносна густина ∆ ≈ 0,7 — 0,9).
- газогідратні — газ у твердому стані.

## Газоконденсатних родовищ за фазовим станом
- однофазні насичені — пластовий тиск рпл дорівнює тиску початку конденсації рк;
- однофазні ненасичені — рплрк;
- двофазні — рпл ˂рк;
- перегріті — пластова температура Тпл більша за крикондентерму Тmax.

## Газоконденсатних родовищ за вмістом конденсату
Газоконденсатні родовища за змістом стабільного конденсату С5+ в 1 м³ пластового газу поділяються на такі групи:
- незначний вміст до 10 см³/м³;
- малий вміст від 10 до 150 см³/м³;
- середній вміст від 150 до 300 см³/м³;
- високий вміст від 300 до 600 см³/м³;
- дуже високий вміст понад 600 см³/м³.

## Газових і газоконденсатних родовищ за вмістом нафти
- поклади без нафтової облямівки або з облямівкою непромислового значення;
- поклади з нафтовою облямівкою промислового значення.

## Родовищ за величиною початкового пластового тиску
- низького тиску — до 6 МПа;
- середнього тиску — від 6 до 10 МПа;
- високого тиску — від 10 до 30 МПа;
- надвисокого тиску — понад 30 МПа.

## Родовищ за дебітністю (максимально можливий робочий дебіт)
- — низькодебітні — до 25 тис. м³/добу;
- — малодебітні — 25 — 100 тис. м³/добу;
- — середньодебітні — 100—500 тис. м³/добу;
- — високодебітні — 500—1000 тис. м³/добу;
- — надвисокодебітні — понад 1000 тис. м³/добу.

Нафтові родовища можуть існувати при температурах нижче критичної.
Розрізняють нафтові родовища:
- з тиском вище тиску насичення (вище точок кипіння),
- нафтові родовища з тиском, що дорівнює тиску насичення (крива точок кипіння),
- нафтові родовища з тиском нижче тиску насичення (нижче точок кипіння) чи так звані двофазні нафтові родовища (нафта і газова шапка).

Для усіх нафтових родовищ є характерним процес виділення газу при зниженні тиску і постійній температурі.
У ретроградній області має місце оборотне явище. При зниженні тиску і при постійній температурі в ретроградній області спостерігається виділення рідини (конденсація) вуглеводнів. У цій області між критичною точкою і криконденбаром лежить зона існування нафтогазоконденсатних родовищ. У цій же ретроградній області між криконденбаром і крикондентермом лежить зона існування газоконденсатних родовищ.
Нафтогазоконденсатні і газоконденсатні родовища можуть бути як недонасиченими (пластовий тиск вище тиску точок кипіння), насиченими (пластовий тиск дорівнює тиску точок кипіння), так і двофазними (пластовий тиск нижче тиску точок кипіння).
Зона праворуч крикондентерм і нижче лінії точок роси є зоною існування газових родовищ. У цій зоні зниження тиску при постійній температурі не призводить до появи вуглеводневої рідкої фази. Ліворуч точки гідратоутворення знаходиться зона існування газогідратних покладів.

## Фазова діаграма

Фазова діаграма багатокомпонентної суміші

Типова фазова діаграма багатокомпонентної суміші (рис.) в координатах тиск–температура має петлеподібний вид, тобто відрізняється від відповідної фазової діаграми чистої речовини, яка зображується у вигляді однієї монотонно зростаючої, увігнутої до осі температур кривої з однією кінцевою (критичною) точкою. На діаграмі (рис.) крива точок кипіння «а» — межа однофазного рідкого і двофазного парорідинного станів, а крива точок роси «b» — межа однофазного газоподібного і двофазного парорідинного станів. Ці криві сходяться в критичній точці К.
Критична точка — максимальне значення кривої точок кипіння по температурі, але не тиску. Максимальному тиску цієї кривої відповідає точка N, яку називають криконденбарою. Для кривої точок роси — критична точка максимальна за значенням тиску, але максимальному значенню температури відповідає точка М, яка називається крикондентермою. Таким чином, на фазовій діаграмі багатокомпонентної суміші ці точки відповідають максимальним значенням тиску і температури. Зазначені точки в сукупності з критичною обмежують дві особливі області, в яких поведінка суміші відрізняється від поведінки чистої речовини. Це ретроградні області, які носять назви: зворотної конденсації — обмежена кривою KDM і зворотного випаровування — обмежена кривою NHK.
Фазова діаграма (рис.) з усіма її особливостями властива будь-яким багатокомпонентним сумішам, але ширина її петлі і розташування критичної точки, а отже, і ретроградних областей залежать від складу суміші.
Фазовий стан пластової вуглеводневої суміші і особливості їх фазової поведінки при розробці родовищ визначаються пластовими тисками і температурами, а також складом суміші.
Якщо пластове значення температури суміші Тпл більше крикондентерми М (точка F) і в процесі розробки родовища тиск падає (лінія FT4), то ця суміш буде весь час знаходиться в однофазному газоподібному стані. Такі суміші утворюють газові родовища.
Якщо пластова температура знаходиться між критичною і крикондентермою, то такі суміші відносять до газоконденсатних. У цьому випадку залежно від співвідношення між початковим пластовим і тиском початку конденсації (точка В) можливе існування трьох типів газоконденсатних покладів: пластовий тиск може бути вищим (однофазний ненасичений), рівним (однофазний насичений) або нижчим (двофазний) тиску початку конденсації. Якщо пластова температура нижча критичної температури суміші, тобто знаходиться лівіше критичної точки, то такі суміші характерні для нафтових родовищ. Залежно від початкових значень пластових температури і тиску (розташування точки, відповідної цим значенням, відносно кривої точок кипіння) розрізняють нафтові родовища з недонасиченими, насиченими нафтами і родовища з газовою шапкою.
Коли пластова температура вища крикондентерми, то нафта містить велику кількість газоподібних і легкокиплячих вуглеводнів і має більшу усадку. Такі нафти називають легкими. Вони відрізняються високим газонафтовим співвідношенням і густиною, що наближається до густини газового конденсату.